# 矢塚男命
矢塚男命（やつかおのみこと）は、長野県諏訪地方の民間伝承（諏訪信仰）の神。

## 概要
諏訪地方の先住神と伝わる。建御名方神（諏訪大社の祭神）に服従した洩矢神と戦った際に矢に当たって命を落としたと言われている。
永明村天白七五三社由緒ニ、字宮渡祭神矢塚男命此地ニ穴居ス、健御名方命此国ニ到リシ時洩矢神ト弓矢を以テ戦フ、矢塚男其矢ニ中リテ死セントシ、建御名方命ニ云フ、我ハ大神ニ随フベシ、一女アリ献ラムト言ヒ終テ死ストノ口伝アリ (下略)
民話では蟹河原（がにがわら）の長者とも称される。野馬を飼い馴らし、馬に乗って山へ狩りに出かけたり遠い国の市場で物交してたりして、洩矢神さえも時には一歩を譲らなければいけないほどの権力者と描かれる。外来の建御名方神に敗れて降服した洩矢神を腰抜けと見なし、手下たちに罵倒させた。最初は馬耳東風と受け流したものの、宣戦布告の合図として建御名方神の居館に赤い矢が射ち込まれると、挑戦に応じた建御名方神と洩矢神は軍勢を率いて蟹河原長者の陣営を攻撃する。油断していた長者はすっかりと攻め立てられ、ついには流れ矢に当たってしまう。死ぬ間際に洩矢神に謝罪し、大切な娘を建御名方神に差し上げた。建御名方神はこの娘を家臣の彦狭知命に嫁がせ、2柱は蟹河原の領地に永住した。

## 系譜
茅野市横内の大矢嶋氏の祖先神とされる。

## 神社
- 天白七五三（しめ）社（天白〆社）（長野県茅野市ちの横内）北緯35度59分46.1秒 東経138度08分54.3秒
  - 矢塚男命の旧地と伝わる[9]。諏訪二十八天白の総社と言われている[10]。
- 達屋酢蔵神社（長野県茅野市ちの横内）
  - 諏訪大社上社の摂社・達屋社と酢蔵社の合併神社。
- 大天白社（長野県茅野市ちの横内）北緯35度59分43.9秒 東経138度08分53.6秒
  - 横内の大矢嶋一族の祝神（氏神）。祭神は矢嶋祖神、天白神、池生神、白鳥神、牛頭天王である。本殿は立川和四郎富昌によるもので、1850年（嘉永3年）建造。2001年に茅野市有形文化財と指定された[11]。

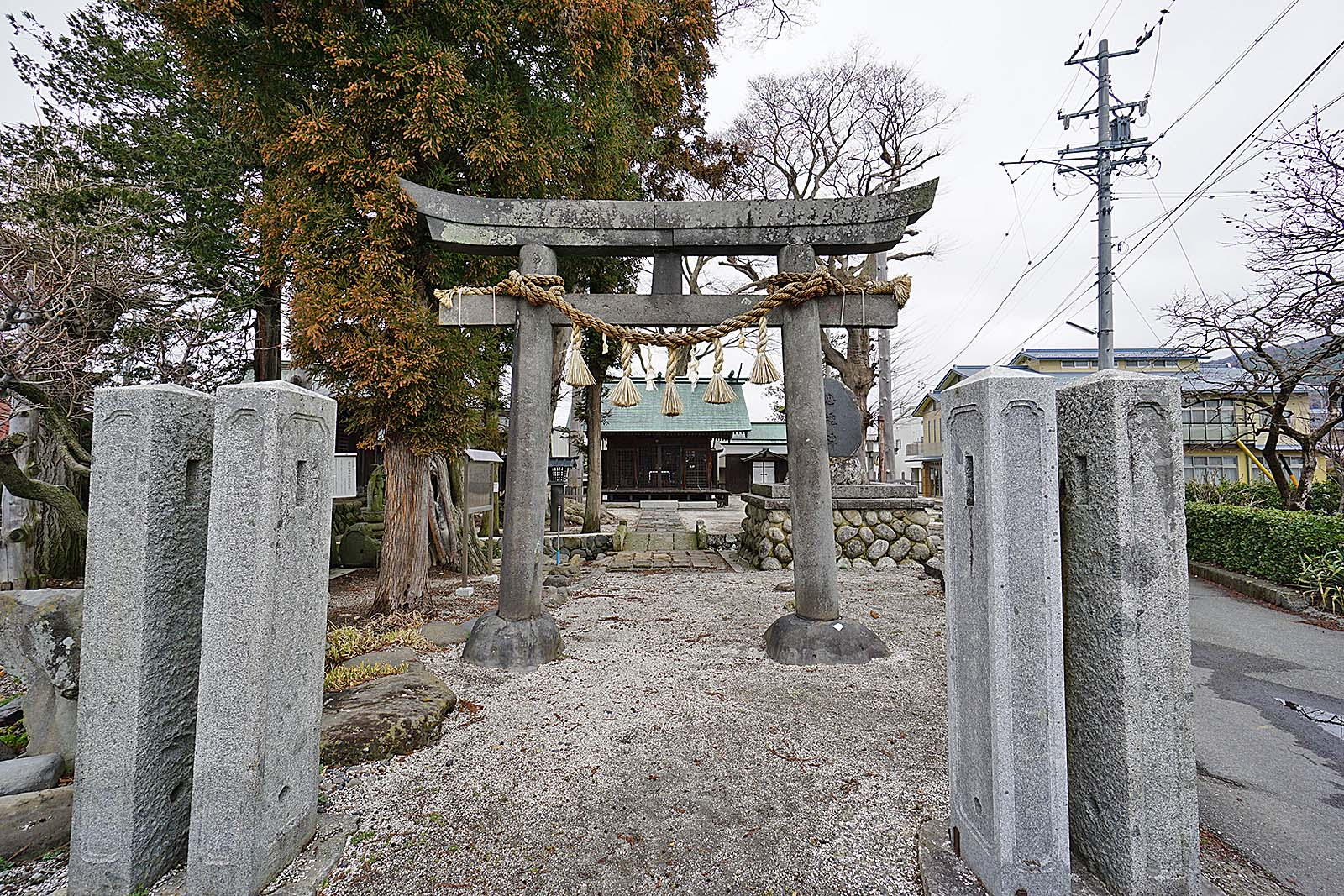
達屋酢蔵神社
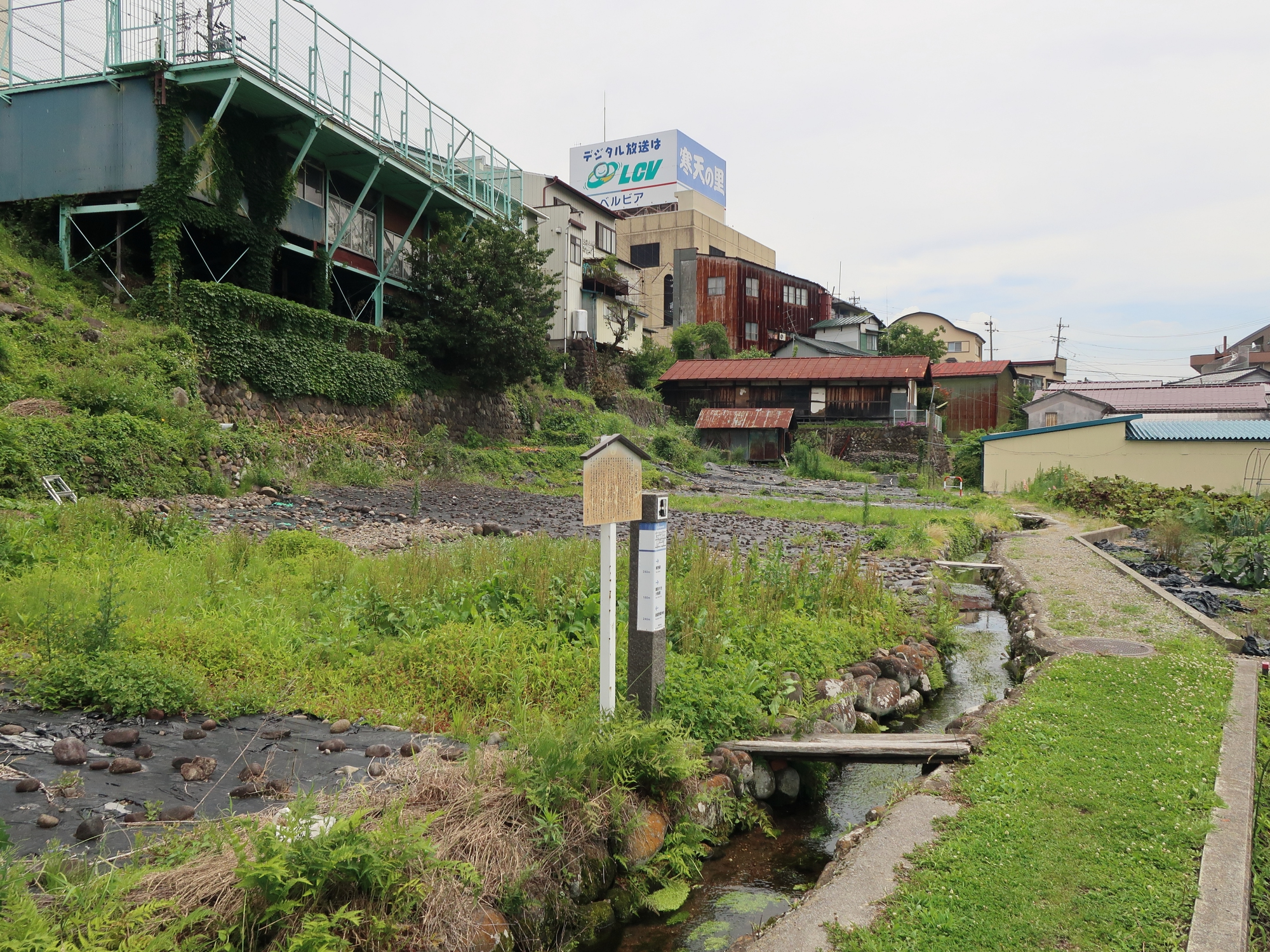
上蟹河原遺跡
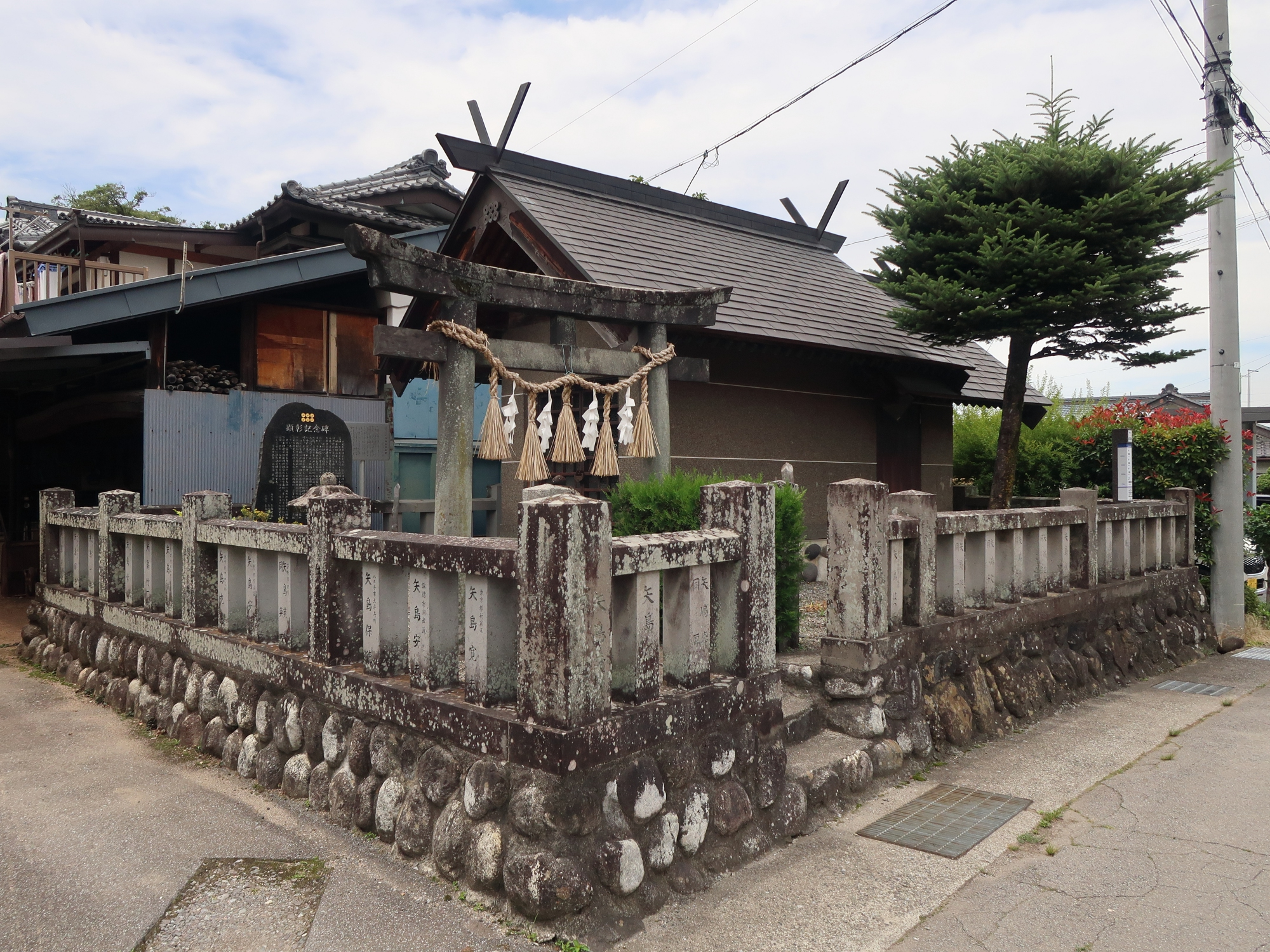
大天白社（茅野市ちの横内）